# Boniface Paradis
Pour les articles homonymes, voir Paradis (homonymie).
 (février 2019).
Boniface Paradis, chevalier de Joncreux, (° 8 septembre 1751, Auxerre - ✝ 31 mars 1823, Auxerre), était un magistrat et homme politique français des XVIIIe et XIXe siècles.

## Biographie
Né le 8 septembre 1751, à Auxerre (Yonne), Boniface Paradis fut baptisé le même jour en l’église Saint-Loup.
Avocat au barreau de sa ville natale, il embrassa le parti de la Révolution française et fut officier municipal à Auxerre. Administrateur du département de l'Yonne, substitut du procureur général syndic (1791), il devint commissaire du pouvoir exécutif près de l’administration centrale (1794).
Écarté pour faction hostile au club révolutionnaire, il fut néanmoins réélu le 10 nivôse an III (30 décembre 1794). Il chercha en vain la cause et les auteurs de sa mise à l'écare. 
Élu, le 23 vendémiaire an IV (1795), député de l'Yonne au Conseil des Anciens, par 212 voix (284 votants), il se rangea du côté des clichyens. Secrétaire, puis président (21 décembre 1796 - 20 janvier 1797) du Conseil, il protesta contre la loi qui excluait les parents d'émigrés de toute fonctions publiques, fit approuver la résolution relative aux tribunaux de familles, combattit le projet sur le complément du corps législatif, indiqua une façon de soumissionner la ventes des biens nationaux, désapprouva la création du Tachygraphe, parla en faveur de la résidence exigée pour voter dans les assemblées primaires de canton, proposa une motion concernant le service et les fonctions de la garde nationale, et demanda la fermeture de toutes les sociétés politiques.
Déporté au 18 fructidor, il fut interné à l'Île d'Oléron, malgré les démarches de sa femme, et fut rappelé, après le coup d'État du 18 brumaire, par le gouvernement consulaire. Sous l'Empire, il fut nommé président de la cour criminelle de l'Yonne (1808).
Décoré de la Légion d'honneur, il devint, en 1811, substitut du procureur général à la cour impériale de Paris, et fut destitué, en 1816, à la seconde Restauration.
Paradis de Joncreux mourut à Auxerre, le 31 mars 1823 et fut inhumé dans le cimetière Saint-Amâtre. Sa sépulture n'existe plus de nos jours.

### Vie familiale
Fils du légitime mariage de Antoine Paradis, marguillier d’église et commissionnaire de vins, et de Marie Marion. Marié à Marie-Pierrette Guenot, celle-ci lui donnera un fils, Edmond Paradis de Joncreux (1822 ✝ 1er novembre 1858 - Paris), attaché au ministère de l'Intérieur.

## Fonctions
- Officier municipal à Auxerre ;
- Administrateur du département de l'Yonne ;
- substitut du procureur général syndic (1791) ;
- Commissaire du pouvoir exécutif près de l’administration centrale (1794) ;
- Député de l'Yonne au Conseil des Anciens (23 vendémiaire an IV, secrétaire, puis président du Conseil (21 décembre 1796 - 20 janvier 1797)) ;
- Président de la cour impériale de justice criminelle de l'Yonne (1808) ;
- Substitut du procureur général à la cour impériale de Paris (1811-1815, destitué en 1816).

## Titres
- Chevalier de Joncreux et de l'Empire (18 juin 1809).

## Distinctions
- Chevalier de la Légion d'honneur (décret impérial du 25 prairial an XII : 14 juin 1804).

## Règlement d'armoiries
« D’or au pommier de sinople, terrassé du même, fruité du champ, accolé d’un serpent d’azur et soutenu d’une champagne de gueules, chargée du signe des chevaliers légionnaires. »